# 国会議事堂駅
国会議事堂駅（ククェウィサダンえき）は、大韓民国ソウル特別市永登浦区汝矣島洞に位置するソウル地下鉄9号線の駅。駅番号は「914」。

## 駅構造
島式ホーム1面2線を有する地下駅で、フルスクリーンタイプのホームドアが設置されている。
改札口は堂山側と汝矣島側の2ヶ所ある。ホーム行きエレベータは汝矣島側の改札内のみある。化粧室は汝矣島側の改札内と改札外に1ヶ所ずつある。出口は6番まであり、駅名の由来でもある国会議事堂は6番出口が一番近い。

### のりば
| 上り | 9号線 | 堂山・加陽・金浦空港・開花方面           |
| 下り | 9号線 | 鷺梁津・銅雀・高速ターミナル・新論峴方面 |

## 利用状況
近年の一日平均利用人員推移は下記のとおり。なお、2009年は開業日の7月24日から12月31日までの161日間の平均である。
| 路線  | 路線     | 2009年 | 2010年 | 2011年 | 2012年 | 2013年 | 2014年 | 2015年 | 出典  |
| ----- | -------- | ------ | ------ | ------ | ------ | ------ | ------ | ------ | ----- |
| 9号線 | 乗車人員 | 9,305  | 11,763 | 13,536 | 14,863 | 15,433 | 15,445 | 15,145 | [ 1 ] |
| 9号線 | 降車人員 | 9,120  | 12,199 | 14,156 | 15,438 | 16,014 | 15,850 | 15,201 | [ 1 ] |
| 9号線 | 乗降人員 | 18,425 | 23,962 | 27,692 | 30,301 | 31,447 | 31,295 | 30,346 | [ 1 ] |

## 駅周辺
- 国会議事堂
- 国会図書館
- 韓国放送公社(KBS) 本館・新館
- KBSホール
- 憲政記念館
- 汝矣島公園
- 韓国産業銀行 本店
- 国民日報本社
- 汝矣島純福音教会
- 韓国障碍人開発院（朝鮮語版）

## 歴史
- 2008年9月18日 - 駅名を「国会議事堂駅」に確定[2]。
- 2009年7月24日 - 開業。

## 隣の駅
ソウル市メトロ9号線
 9号線
急行
通過
一般（各駅停車）
堂山駅 (913) - 国会議事堂駅 (914) - 汝矣島駅 (915)